# Art of Fighting (serie)
Art of Fighting (conocido en Japón como Ryūko no Ken, «Puños del Dragón-Tigre») es un videojuego de lucha lanzado al mercado en 1992 por la compañía japonesa SNK para la plataforma arcade Neo Geo, siguiendo la tendencia al alza de los videojuegos de lucha como Street Fighter II. Al igual que Fatal Fury, otro juego del mismo género desarrollado por SNK, Art of Fighting estableció una nueva serie, seguida por millones de aficionados en todo el mundo.
Esta serie presentaba un modo de juego con una historia compleja que relacionaba a todos sus personajes y añadía una nueva barra de energía con la que se limitaba el uso de golpes especiales. Visualmente, añadía un efecto de zoom que permitía ver de cerca a los personajes cuando tenían contacto cuerpo a cuerpo, destacando su gran tamaño en pantalla.
Art of Fighting fue el primer cartucho de Neo Geo con capacidad 100 Mbits (102 Mb) y el primer juego de lucha de SNK en presentar los diseños de personajes de Shinkiro, quien continuaría diseñando los personajes para los juegos posteriores de las series Fatal Fury y The King of Fighters.

## Juegos de la serie
- Art of Fighting (1992)
- Art of Fighting 2 (1994)
- Art of Fighting 3: The Path of the Warrior (1996)

## Argumento
Los juegos siguen a Ryo Sakazaki y Robert Garcia, dos estudiantes del dōjō de Karate «Kyokugen» y, de acuerdo a las fechas de nacimiento y edades de sus protagonistas, los eventos ocurren durante los finales de la década de 1980. Ryo es el hijo del creador del Karate Kyokugen, Takuma Sakazaki, y Robert es el hijo descarriado de una familia multimillonaria de Italia. Los dos primeros juegos de la serie se desarrollan en la ciudad de South Town, un lugar común en los juegos de SNK que también es el escenario de la serie Fatal Fury, mientras que el tercero ocurre en un área ficticia de México.
La trama de Art of Fighting se conecta con la de Fatal Fury, funcionando como su precuela. Art of Fighting 2 documenta el ascenso de Geese Howard, el antagonista de Fatal Fury, de comisionado de policía corrupto a Señor del Crimen de South Town. Se establece que Takuma es contemporáneo de Jeff Bogard, padre adoptivo de los héroes principales de Fatal Fury, Terry y Andy Bogard; y es el asesinato de Jeff Bogard a manos de Geese Howard lo que desencadena los eventos de la serie Fatal Fury. Además, Ryo aparece en la versión de PlayStation de Fatal Fury: Wild Ambition.

## Personajes

### Introducidos enArt of Fighting
- Ryo Sakazaki (リョウ・サカザキ)
- Robert Garcia (ロバート・ガルシア)
- Ryuhaku Todoh (藤堂竜白)
- Jack Turner (ジャック・ターナー)
- Lee Pai Long (李白龍)
- King (キング)
- Micky Rogers (ミッキー・ロジャース)
- John Crawley (ジョン・クローリー)
- Mr. Big (ミスター・ビッグ)
- Takuma Sakazaki (タクマ・サカザキ, aparece como Mr. Karate (ミスター・カラテ) en el primer juego de la serie)

### Introducidos enArt of Fighting 2
- Yuri Sakazaki (ユリ・サカザキ)
- Eiji Kisaragi (如月影二)
- Temjin (テムジン)
- Geese Howard (ギース・ハワード, originalmente de la serie Fatal Fury)

### Introducidos enArt of Fighting 3
- Kasumi Todoh (藤堂香澄)
- Jin Fu-Ha (不破刃)
- Karman Cole (カーマン・コール)
- Lenny Creston (レニィ・クレストン)
- Rody Birts (ロディ・バーツ)
- Wang Koh-San (王覚山)
- Sinclair (シンクレア)
- Wyler (ワイラー)

## Otros medios

### Anime
Art of Fighting, una película de anime para televisión, fue creada y dirigida por Hiroshi Fukutomi, con animación por parte de Studio Comet y producción de NAS. Esta película se estrenó en Fuji TV el 23 de diciembre de 1993, tuvo un lanzamiento en inglés en 1997, licenciado a US Manga Corps, y también ha sido licenciada en España, con emisiones en el canal Buzz.
En esta película, Yuri Sakazaki es secuestrada por una banda criminal liderada por Mr. Big, quien cree que Ryo Sakazaki y Robert Garcia tienen en su poder un diamante que esa banda ha robado. Ryo y Robert tienen que encontrar la joya para poder salvar a Yuri.